# I Liceum Ogólnokształcące im. Adama Mickiewicza w Miastku

Logo szkoły

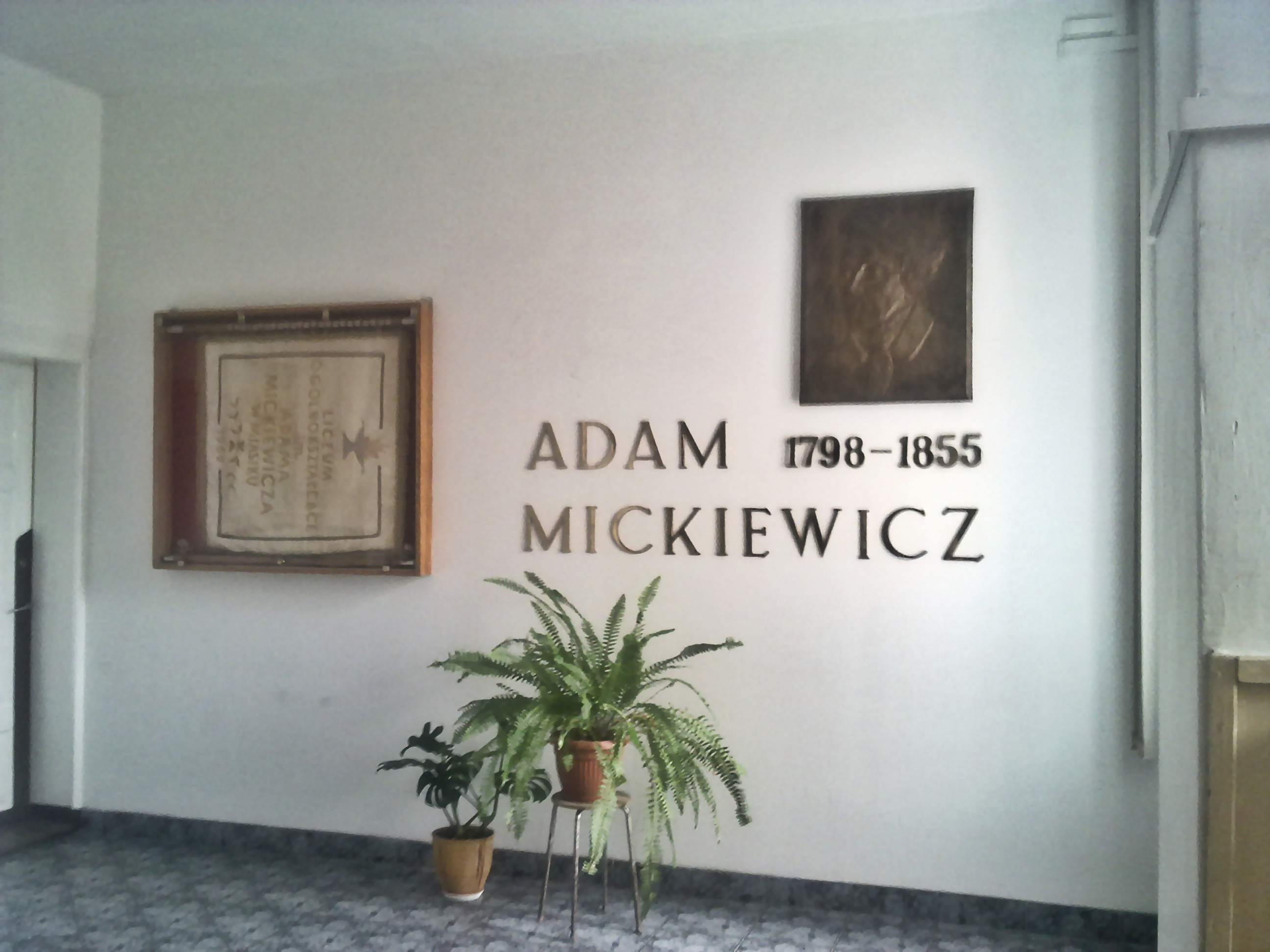
Sztandar szkoły oraz ściana poświęcona Adamowi Mickiewiczowi

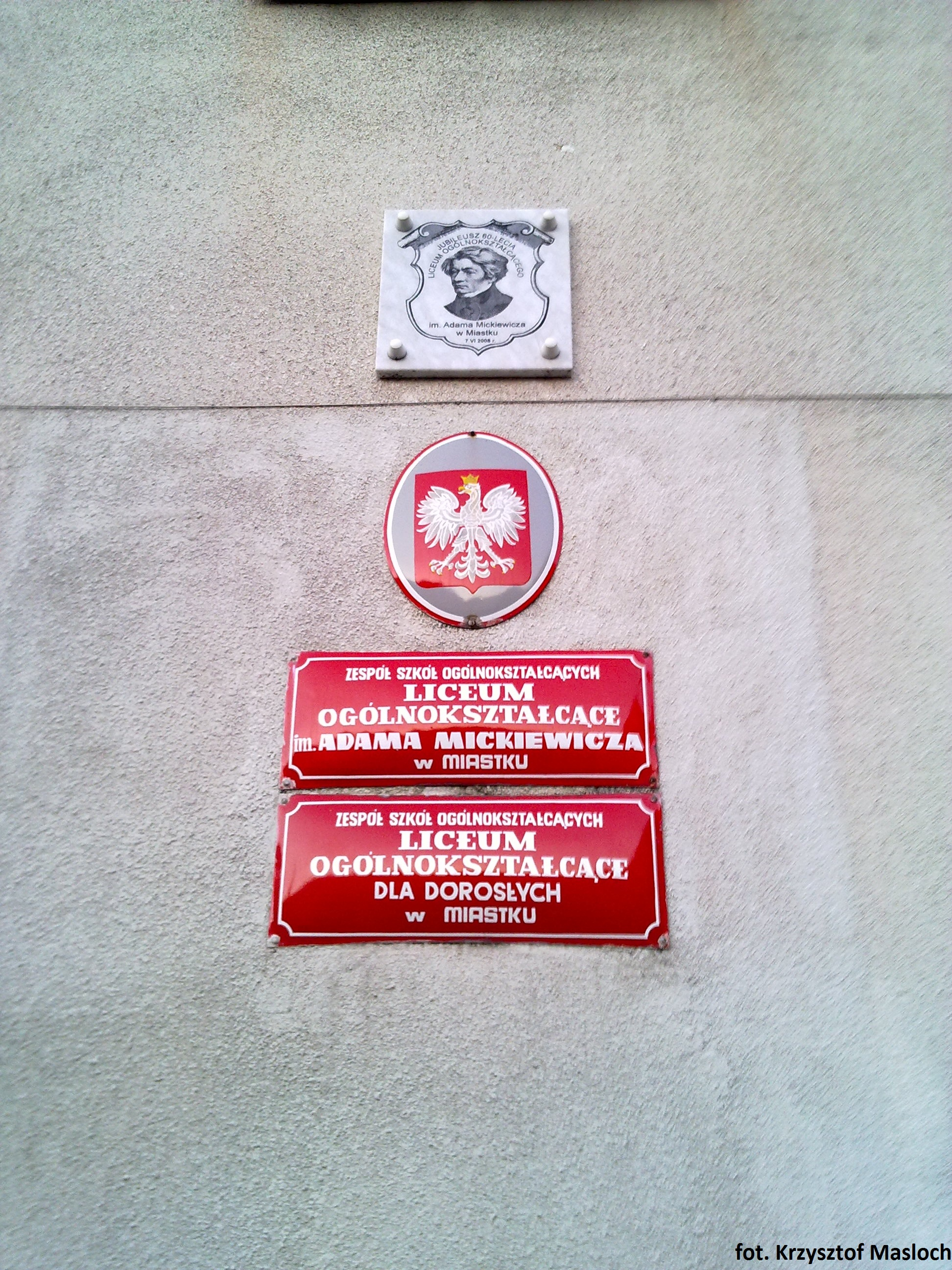
Tablice na froncie budynku szkoły

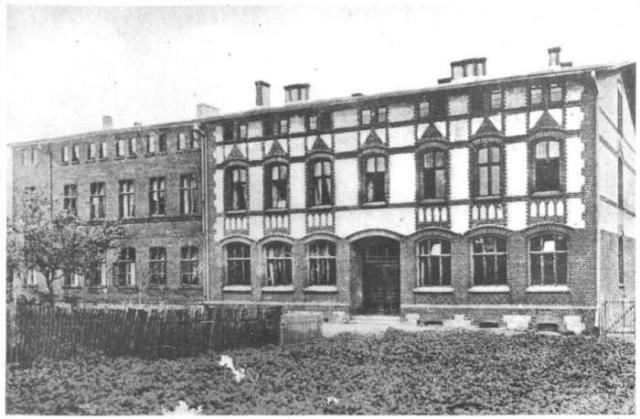
Front budynku dawnej Szkoły Tkackiej w Miastku

Liceum Ogólnokształcące im. Adama Mickiewicza w Miastku – najstarsza miastecka szkoła średnia, liceum ogólnokształcące w Miastku istniejące w latach 1948–2014.

## Historia szkoły

### XIX wiek
W roku 1873 w budynku obecnego liceum zlikwidowano istniejącą od 1814 roku Szkołę Mistrzów Tkackich. W pozostałym po niej budynku otwarto w 1876 roku Królewski Zakład Przygotowujący do Stanu Nauczycielskiego. Istniał on do 1920 roku.

### XX wiek
Po zakończeniu II wojny światowej, we wrześniu 1945 roku na terenie powiatu miasteckiego utworzono 10 szkół podstawowych, w tym jedną w Miastku, w budynku dawnej niemieckiej szkoły zawodowej przy ulicy Adama Mickiewicza 2. Budynek ten zastano zdewastowany. Po częściowym oszkleniu niektórych klas, przystąpiono z dniem 10 września 1945 roku do uruchomienia szkoły. Placówka liczyła 55 uczniów. Zajęcia były prowadzone w czterech salach szkolnych. Wszystkie pomieszczenia zaśmiecone były słomą i papierami. W jednej sali szkolnej we frontowej ścianie znajdował się wyłom powstały w czasie działań wojennych przez wybuch granatu. Kierownikiem szkoły mianowany został Władysław Glapa.
Szkoła powszechna opuściła budynek z końcem czerwca 1946 roku i przeniosła się do opuszczonego przez żołnierzy sowieckich budynku przy ulicy Bolesława Chrobrego w Miastku, który objęła w posiadanie 10 czerwca 1946 roku. 1 września 1948 roku z polecenia Szczecińskiego Kuratorium Szkolnego nastąpiła reorganizacja dotychczasowej szkoły podstawowej. Powołano 11-letnią szkołę ogólnokształcącą stopnia podstawowego i licealnego. Funkcję dyrektora objął Jan Kałuski. Pierwsza klasa licealna liczyła 38 uczniów z roczników od 1931 do 1935, urodzonych od Wilna, Łucka, Wołkowyska, po Warszawę, Toruń i Chojnice.
Przez cały okres roku szkolnego 1948/1949 wszystkie uroczystości z życia kulturalnego Miastka oraz święta narodowe były organizowane przez zespoły młodzieżowe szkoły ogólnokształcącej oraz chór szkolny. W tym też roku szkolnym za pomocą Koła Rodzicielskiego zradiofonizowano szkołę instalując radio i 14 głośników. Oprócz standardowych przedmiotów, w szkole ogólnokształcącej nauczano także języka francuskiego, języka łacińskiego, fizyki i kosmografii, zagadnień współczesno-wychowawczych, a także podstaw ewolucjonizmu.
W styczniu 1951 roku powstał Internat Szkoły 11-letniej utworzony z dotychczasowej bursy międzyszkolnej. Kierownikiem internatu od 1952 roku został Władysław Glapa. Placówkę zlikwidowano w 1993 roku.
Pierwsze egzaminy maturalne odbywały się w szkole mieszczącej się przy ulicy Chrobrego w dniach 22–27 maja 1952 roku. Maturę uzyskało 16 abiturientów.
W 1957 roku przewieziono księgozbiór ze szkoły przy ul. Chrobrego do szkoły przy ul. Mickiewicza. Do 1956 roku zgromadzono w nim 3 tysiące tomów książek. Obecnie biblioteka szkolna liczy około 13 tysięcy woluminów.
W roku szkolnym 1957/1958 nastąpiła reorganizacja szkoły 11-letniej i odłączenie liceum. 14 października 1966 roku szkoła otrzymała Odznakę Tysiąclecia Państwa Polskiego, a 24 czerwca 1966 roku srebrny krzyż PCK.
W roku szkolnym 1968/1969 oddano do użytku nową salę gimnastyczną oraz świetlicę z zapleczem gospodarczym. W szkole została także utworzona czytelnia.
29 listopada 1969 roku odbyło się nadanie szkole imienia Adama Mickiewicza oraz wręczenie sztandaru. Nad szkołą objął patronat Uniwersytet im. Adama Mickiewicza w Poznaniu.
We wrześniu 1976 roku nastąpiło połączenie szkół: dziennej i wieczorowej oraz nadanie im wspólnej nazwy: Zespół Szkół Ogólnokształcących.
W 1994 roku utworzono po raz pierwszy klasę o rozszerzonym programie języka niemieckiego, a w 1995 roku klasę o profilu ekologicznym. W 1995 roku w szkole powołano do istnienia wolontariat szkolny.
W roku szkolnym 1997/1998 przy współpracy ze Szkołą Muzyczną w Miastku skomponowano hejnał szkolny. W marcu 1998 młodzież szkolna brała udział w manifestacji na rzecz utworzenia powiatu miasteckiego w związku z reformą administracyjną w 1999 roku.
5-6 czerwca 1998 obchodzono 50-lecie Liceum Ogólnokształcącego w Miastku.
22 grudnia 1999 z inicjatywy polonisty Jerzego Urbana oraz dyrektora MGOK w Miastku, Janusza Gawrońskiego odbyła się w Miastku uroczystość rekordu w zbiorowej recytacji „Pana Tadeusza”.
20 stycznia 2000 roku nawiązano współpracę ze szkołą Haupt und Realschule w Bad Fallingbostel w Niemczech

### XXI wiek
W roku szkolnym 2001/2002 Rada Powiatu Bytowskiego szukając oszczędności zredukowała etaty administracji i obsługi szkoły. Proponowano także likwidację bądź łączenie szkół.
29 kwietnia 2004 roku decyzją Rady Powiatu przekształcono liceum ze szkoły ponadpodstawowej w ponadgimnazjalną.
1 września 2004 roku Decyzją Zarządu Powiatu Bytowskiego w Zespole Szkół Ogólnokształcących wyodrębnione zostaje I Liceum Ogólnokształcące.
W październiku 2004 roku przy szkole rozpoczęło działalność Miasteckie Stowarzyszenie Oświatowe, którego prezesem do chwili obecnej jest założyciel, dyrektor Bogusław Szkwarek.
25-30 listopada 2006 rozpoczęła się współpraca ze Szkołą Średnią nr 38. we Lwowie.
W marcu 2007 roku reaktywowano chór szkolny.
W czerwcu 2009 roku rozpoczęto współpracę za Tytuvenai Gymnazium w Cytowianach na Litwie.
1 września 2010 roku zaczęto realizować wraz z Zespołem Szkół Ogólnokształcących w Bytowie projekt edukacyjny „Licea równych szans”.
16 marca 2011 roku Liceum Ogólnokształcące im. Adama Mickiewicza w Miastku podpisało porozumienie w sprawie objęcia szkoły patronatem Akademii Pomorskiej w Słupsku. Umowę podpisali: dr hab. prof. nadzw. Roman Drozd – Rektor Akademii Pomorskiej w Słupsku, Bogusław Szkwarek – Dyrektor Zespołu Szkół Ogólnokształcących w Miastku oraz Jacek Żmuda-Trzebiatowski -Starosta Powiatu Bytowskiego.
W 2011 roku Starosta Powiatu Bytowskiego ogłosił potrzebę reorganizacji miasteckiej oświaty wskazując na likwidację Liceum Ogólnokształcącego im. Adama Mickiewicza w Miastku.
12 grudnia 2011 ulicami Miastka przeszedł marsz protestacyjny uczniów, nauczycieli oraz rodziców przeciw likwidacji szkoły.
W 2012 roku Liceum Ogólnokształcące im. Adama Mickiewicza w Miastku wraz z Zespołem Szkół Rolnicze Centrum Kształcenia Ustawicznego w Łodzierzy włączono w skład Zespołu Szkół Ponadgimnazjalnych w Łodzierzy.
25 kwietnia 2014 roku wraz z zakończeniem roku szkolnego i pożegnaniem ostatniego rocznika absolwentów zamknięto I Liceum Ogólnokształcące im. Adama Mickiewicza w Miastku.

### Dyrektorzy w historii szkoły
- 1948–1949 – Władysław Glapa
- 1949–1952 – Jan Kałuski
- 1952–1954 – Izydor Jabłoński
- 1954–1957 – Tadeusz Kulawiuk
- 1957–1963 – Ignacy Stankiewicz
- 1963–1971 – Julian Drozd[10]
- 1971–1977 – Franciszek Krauze, mgr matematyki
- 1977–1979 – Ludwik Forycki, mgr historii
- 1979–1980 – vacat
- 1980–1991 – Krzysztof Gąsecki, mgr filologii polskiej
- 1991–1996 – Krystyna Ławer; mgr filologii rosyjskiej, pierwszy dyrektor – kobieta i pierwszy dyrektor wybrany w wyniku konkursu
- 1996–1999 – Roman Ramion, mgr wychowania fizycznego, późniejszy burmistrz Miastka
- luty-maj 1999 – p.o. dyr. Jolanta Szlagor
- 1999–2004 – Henryk Weryk, mgr historii, doradca metodyczny historii i wiedzy o społeczeństwie w ODN Słupsk w latach 1987–1992
- 2004–2012 – Bogusław Szkwarek, mgr historii, prezes Miasteckiego Stowarzyszenia Oświatowego[2]

### Zastępcy dyrektorów
- Mirosław Mikłasz
- Paweł Trampnau
- Franciszek Krause
- Stanisław Wika
- Krystyna Konieczna
- Leokadia Bartecka
- Jolanta Szlagor
- Beata Wasiuk[2]

### Profile klas
Na przestrzeni lat w Liceum Ogólnokształcącym im. Adama Mickiewicza w Miastku istniały klasy o profilach:
- Humanistycznym
- Humanistyczno-medialnym
- Ekologicznym
- Biologiczno-chemicznym
- Biologiczno-chemiczno-fizycznym
- Lingwistycznym
- Germanistycznym
- Informatycznym
- Matematyczno-fizycznym
- Matematyczno-fizyczno-informatycznym
- Turystycznym
- Ogólnym

## Współpraca zagraniczna
Wymiany uczniowskie

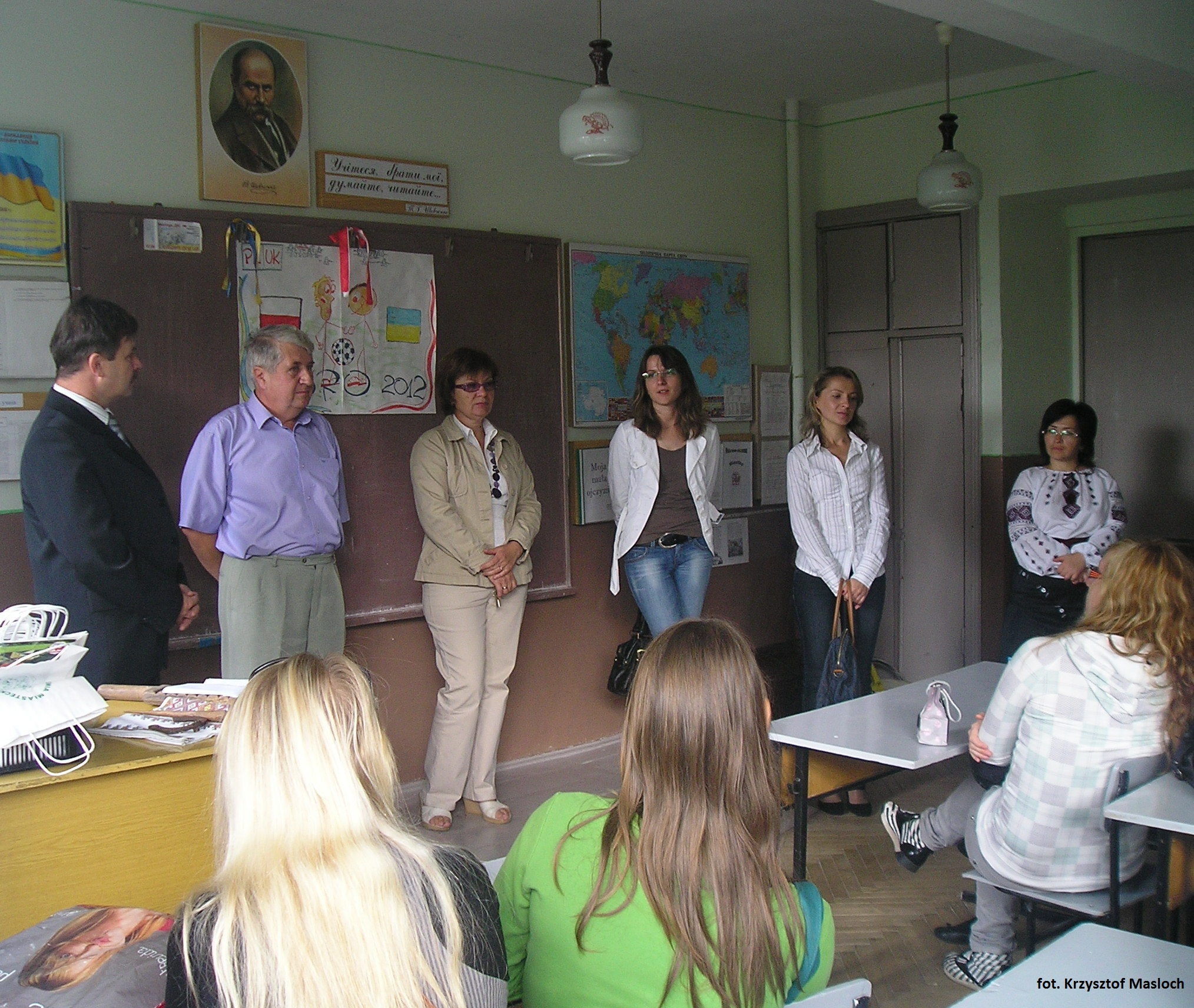
Polsko-Ukraińska Wymiana Młodzieży, wizyta w Szkole Średniej nr 38 we Lwowie

- 2001–2012 Polsko-Niemiecka Wymiana Młodzieży ze szkołą Haupt- und Realschule (HRS) w Bad Fallingbostel[11]
- 2006–2012 Polsko-Ukraińska Wymiany Młodzieży ze Szkołą Średnią nr 38 we Lwowie[12]
- 2009–2010 Polsko-Litewska Wymiana Młodzieży z Tytuvenai Gymnazium w Cytowianach na Litwie[13]

## Tradycje i zwyczaje szkolne
- Dzień Języków Obcych
- Sesja popularnonaukowa, Debata szkolna (od 1999)
- Dzień patrona szkoły
- Paczka dla Afryki – wsparcie afrykańskich uczniów z Burkina Faso

## Znani absolwenci
- Piotr Hofmański – prof. dr hab. Sędzia Sądu Najwyższego, Kierownik Katedry Postępowania Karnego UJ. Absolwent 1974
- Zbigniew Zalewski – gen. broni, b. dowódca Wojsk Lądowych RP. Absolwent 1959
- Iwona Parchimowicz – dziennikarz, były korespondent telewizyjny. Absolwentka 1978
- Ewa Gawryluk – aktorka teatralna i filmowa. Absolwentka 1986
- Marian Fryda – dr historii, pisarz i regionalista. Absolwent 1966
- Mariusz Kolinko – wokalista i tancerz w zespole Mazowsze. Absolwent 2004
- Walery Sienicki – prof. nadzw. dr hab. inż. Politechniki Koszalińskiej. Były nauczyciel chemii LO w Miastku. Absolwent 1964
- Janusz Tandecki – prof. dr hab. historii UMK w Toruniu. Członek PAN. Absolwent 1968
- Karol Tarczyński – płk Wojska Polskiego. Kawaler Krzyża Kawalerskiego OOP. Absolwent 1972
- Józef Kładny – prof. dr hab. n. med. Akademii Medycznej w Szczecinie. Absolwent 1974
- Krystyna Kosowicz z d. Pląska – architekt, projektantka Gimnazjum w Miastku im. Jana Pawła II. Absolwentka 1974
- o. Czesław Brzezicki, SVD – misjonarz werbista, od kilkudziesięciu lat w Papui-Nowej Gwinei. Absolwent 1972
- Łukasz Zabłoński – absolwent UAM, Uniwersytetu Viadrina, stypendysta Narodowego Uniwersytetu Kolumbii, doktorant Uniwersytetu Hokkaido w Sapporo – językoznawca i kulturoznawca. Absolwent 1995[2]
- ks. Wojciech Wójtowicz – dr, rektor WSD w Koszalinie oraz wykładowca w Instytucie Polityki Społecznej i Stosunków Międzynarodowych Politechniki Koszalińskiej, sekretarz Krajowego Duszpasterstwa Nauczycieli
- ks. Janusz Lemański – prof. dr hab. nauk teologicznych, specjalista z zakresu biblistyki, pracownik naukowy Uniwersytetu Szczecińskiego, Absolwent 1985.
- Bożena Górczyńska-Przybyłowicz – prof. historii na Uniwersytecie Adama Mickiewicza w Poznaniu
- ks. Ireneusz Blank, dr nauk teologicznych, specjalista z zakresu homiletyki, wykładowca WSD w Koszalinie Absolwent 1994.
- Natalia Pruchniak – konsul w Konsulacie Generalnym Rzeczypospolitej Polskiej w Grodnie
- Marek Sikorski – dr hab. profesor UAM, stypendysta Fundacji Fulbrighta, stypendysta Royal Society, Kierownik Pracowni Fotochemii Stosowanej UAM
- Tomasz Katafiasz – dr historii, Prezes Oddziału Polskiego Towarzystwa Historycznego w Słupsku[14]